# Корягін Петро Корнилович
Петро Корнилович Корягін (рос. Корягин Пётр Корнилович; 1905—1982) — учасник німецько-радянської війни, старшина понтонної роти 44-го моторизованого понтонно-мостового батальйону 2-ї понтонно-мостової бригади 46-ї армії 2-го Українського фронту, старший сержант, Герой Радянського Союзу.

## Біографія
Народився 1 (14) вересня 1905 року в селі Новий Тукшум нині Шигонського району Самарської області у сім'ї службовця. Росіянин. Освіта початкова. Працював лісником та помічником лісничого.
У Червоній армії в 1926-1929 роках і з січня 1942 року. Закінчив школу молодших командирів. У боях німецько-радянської війни з грудня 1942 року.
Старшина понтонної роти 44-го моторизованого понтонно-мостового батальйону старший сержант Петро Корягін 4 грудня 1944 року при форсуванні річки Дунай 108-ю стрілецькою дивізією в районі населеного пункту Сігетуйфалу, розташованого в 20-ти кілометрах на південь від Будапешта, командуючи розрахунком понтона, висадив десант піхоти на пристань міста Ерд і повів бійців в атаку.
У результаті сміливих і рішучих дій воїна-понтонера гітлерівці були вибиті з траншей першої позиції і радянськими піхотинцями під командуванням старшого сержанта Корягіна П. К. захоплений плацдарм на правому березі Дунаю.
У 1945 році старшина Корягін П. К. демобілізований. Працював лісничим в селі Новодівиче Шигонського району. Потім жив у місті Куйбишев.
Помер 28 грудня 1982 року. Похований на кладовищі «Лісове» в селищі Управлінський міста Самара.

## Нагороди
Указом Президії Верховної Ради СРСР від 24 березня 1945 року за зразкове виконання бойових завдань командування на фронті боротьби з німецько-фашистськими загарбниками і проявлені при цьому мужність і героїзм старшому сержанту Корягіну Петру Корниловичу присвоєно звання Героя Радянського Союзу з врученням ордена Леніна і медалі «Золота Зірка» (№ 6382).